# 京承線
京承線（けいしょうせん）は中華人民共和国の国鉄鉄道路線。北京局に属し北京市と河北省承徳市を連絡する。全長は256km。
北京駅から懐柔区、密雲県を経て墻子路にて長城を越え六道河子へ至り、興隆県、鷹手営子を経て上板城で錦承線と接続する。開業時は古北口経由であったが、後に経路が変更された。双橋までは京秦線と、上板城からは錦承線との重複区間である。

## 歴史
- 1937年（民国26年）9月7日 - 工事開始。
- 1938年（民国27年）2月26日 - 全線完成。
- 同年4月1日 - 開業。
- 華北交通設立に伴い北京〜古北口が京古線、錦州〜古北口が錦古線となった。
- 1946年（民国35年） - 古北口〜承徳間廃止。
- 1955年 - 懐柔より墻子路経由の新線の建設開始。
- 1960年10月 - 新線開業。

## 接続路線
- 北京駅：京滬線、京哈線、京原線
- 北京東駅：京包線
- 双橋駅：京秦線
- 高各荘駅：連絡線経由で大秦線と接続
- 懐柔駅：懐范線（范各荘駅までの連絡線）経由で京通線と接続
- 上板城駅：錦承線

## 主要駅一覧
北京駅 - 双橋駅 - 通州西駅 - 懐柔駅 - 密雲北駅 - 巨各荘駅 - 墻子路駅 - 興隆県駅 - 鷹手営子駅 - 洞廟河駅 - 西大廟駅 - 上板城駅 - 承徳駅